# Josef Geml
Josef Geml (în maghiară Geml József; n. 28 martie, 1858, Recaș, Voivodina Sârbească și Banatul Timișan, Imperiul Austriac – d. 3 aprilie 1929, Timișoara, județul Timiș-Torontal, România) a fost primar al Timișoarei, notar și istoric local.

## Biografie

### Studii și activitatea de notar
Josef Geml s-a născut la Recaș, într-o familie de șvabi, urmând școala gimnazială (1868-1872) și liceul de profil institut de formare a cadrelor didacticela Timișoara. Între 1877 și 1881, a studiat dreptul la Universitatea din Budapesta, obținând diploma de notar, întorcându-se la Timișoara pentru a profesa în perioada 1881-1884, ulterior devenind al doilea notar al orașului, între 1884-1890, și notar superior al orașului, între 1890-1896, fiind colaborator apropiat al primarului Carol Telbisz.

### Viceprimar
În 1896 a fost numit viceprimar al Timișoarei. Josef Geml a fost considerat a fi un excelent administrator și a jucat un rol esențial în reproiectarea și modernizarea orașului.

### Primar al Timișoarei
Josef Geml a fost ales primar al Timișoarei la data de 15 iunie 1914 și a fost ultimul primar al Timișoarei sub administrația ungară. După ocuparea Timișoarei de către trupele sârbe la data de 14 noiembrie 1918, el a rămas în funcție. La data de 4 septembrie 1919, după trecerea Timișoarei sub administrație românească, acesta a fost pensionat. Funcția de primar a fost preluată de Stan Vidrighin, care l-a numit pe Geml viceprimar.

### Reprezentant al politicii de maghiarizare
Geml a fost un puternic susținător al politicii de maghiarizare și a avut o dispută aprigă în scris cu Adam Müller-Guttenbrunn în această privință. Acea corespondență a fost publicată de Guttenbrunn în lucrarea sa Deutsche Sorgen in Ungarn (în traducere: Grijile germanilor din Ungaria). La data de 15 ianuarie 1898, Geml a lansat buletinul oficial al orașului în limba maghiară, Városi Közlöny (în traducere: Buletinul Municipal).
A decedat pe 3 aprilie 1929 la Timisoara si a fost inmormantat în cimitirul din cartierul Freidorf.

### Activitatea ca istoric local
- Mackensen in Temesvár (în traducere: Mackensen în Timișoara), Timișoara, 1916, 83 pagini
- Alt-Temesvar im letzten Halbjahrhundert. 1870–1920 (în traducere: Vechea Timișoară în ultima jumătate de secol (1870-1920)), Timișoara, 1927, 446 pagini